# إيرينا بريفالوفا
إيرينا أناتوليفنا بريفالوفا (الروسية: Ирина Анатольевна Привалова) هي عداءة مسافات قصيرة وحواجز روسية ولد في يوم 22 سبتمبر 1968 في بلدة مالاخوفا في روسيا، مثلت الاتحاد السوفيتي والفريق الأولمبي الموحد و روسيا، أبرز إنجازاتها هو فوزها بالميدالية الذهبية دورة الألعاب الأولمبية الصيفية 2000 في سيدني في سباق 400 متر حواجز، وفاز بالميدالية البرونزية في سباق 4×400 متر تتابع، وفازت بالميدالية البرونزية في سباق 100 متر وبالميدالية الفضية في سباق 4×100 تتابع في دورة الألعاب الأولمبية الصيفية 1992 في برشلونة. فازت أيضاً بالميدالية الذهبية في سباق 4×100 متر وفازت بالميدالية الفضية في سباق 200 متر في بطولة العالم لألعاب القوى 1995 في غوتنبيرغ وبالميدالية البرونزية بنفس الدورة، وفازت أيضاً بالميدالية البرونزية في سباق 200 متر في بطولة العالم لألعاب القوى 1993 في شتوتغارت.

## روابط خارجية
- إيرينا بريفالوفا على موقع الاتحاد الدولي لألعاب القوى (الإنجليزية)
- إيرينا بريفالوفا على موقع أوليمبيديا (الإنجليزية)